# 萊氏深鰕虎
萊氏深鰕虎（学名：Bathygobius laddi），又名萊氏深鰕虎魚，为鰕虎科深鰕虎魚屬下的一个种。